# Gmina Cyców

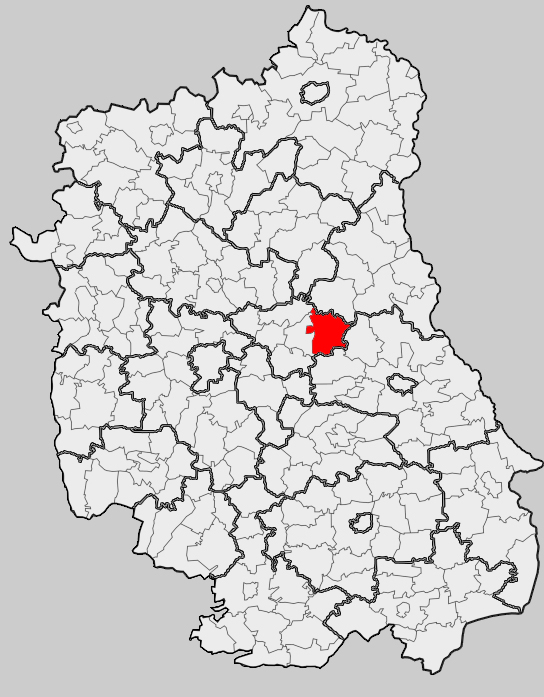
Karte der Gemeinde Cyców, Kreis Łęczna, Woiwodschaft Lublin Karte der Gemeinde Cyców

Die Gmina Cyców ist eine Landgemeinde im Powiat Łęczyński der Woiwodschaft Lublin in Polen. Sitz ist das gleichnamige Dorf mit 1200 Einwohnern (2006).

## Gliederung
Zur Landgemeinde Cyców gehören folgende Ortschaften mit einem Schulzenamt:
- Adamów
- Barki
- Bekiesza
- Biesiadki
- Cyców
- Cyców-Kolonia Druga
- Kolonia Pierwsza
- Garbatówka
- Garbatówka-Kolonia
- Głębokie
- Janowica
- Józefin
- Kopina
- Ludwinów
- Malinówka
- Małków
- Nowy Stręczyn
- Ostrówek Podyski
- Podgłębokie
- Sewerynów
- Stary Stręczyn
- Stawek
- Stawek-Kolonia
- Stefanów
- Szczupak
- Świerszczów
- Świerszczów-Kolonia
- Wólka Cycowska
- Wólka Nadrybska
- Zagórze
- Zaróbka
- Zosin